# Antiparos
Antiparos er en lille græsk ø i Kykladerne, Grækenland. Antiparos og den lille ubeboede naboø Despotiko udgør 45,182 kvadratkilometer, og ligger 1,9 km fra Paros. Ifølge folketællingen i 2011 var indbyggartallet 1.211 af fastboende på Antiparos, hvilket gav en befolkningstæthed på 27 indbyggere per km².
Øens økonomi baseres på turisme, fiskeri, dyrehold og i mindre grad af landbrug landbrug på lavlandet.
Øens største seværdighed er drypstenshulen Spilia. 
For at komme til øen, må man sejle til den med en lokal færge fra Paros.
Den græske film Madalena fra 1960 blev optaget på øen. Filmen vandt tre priser ved den første Thessaloniki International Film Festival.